# Список керівників держав 150 року
Список керівників держав 150 року — це перелік правителів країн світу 150 року
Список керівників держав 149 року — 150 рік — Список керівників держав 151 року — Список керівників держав за роками

## Європа
- Боспорська держава — цар Реметалк (132-154)
- Ірландія — верховний король Конн Сто Битв (Конн Кетхехех мак Федлімід Рехтмар) (122-157)
- Римська імперія
  - імператор Антонін Пій (138-161)
    - консул Марк Гавій Сквілла Галлікан (150)
    - консул Секст Карміній Вет (150)
- Улад — король Тіпраіті Тіреач (136-187)

## Азія
- Близький Схід
  - Бану Джурам (Мекка) — шейх Амр I (136-150), його змінив брат Аль-Харіс (150-160)
  - Велика Вірменія — цар Сохемос (144-161, 164-186)
  - Осроена — цар Ману VIII (139-163, 165-167)
  - Харакена — цар Мередат (131-151)
  - Хим'яр — цар Дхамаалі Юхабірр I (145-160)
- Аракан (династія Сур'я) — раджа Сана Сур'я (146-198)
- Іберійське царство — цар Фарсман III (135-185)
- Індія
  - Західні Кшатрапи — махакшатрап Рудрадаман I (130-150)
  - Кушанська імперія — великий імператор Хувішка I (140-183)
  - Царство Сатаваханів — магараджа Шрі Пулумаві Васіштхіпутра Сатавахана (136-164)
- Китай
  - Династія Хань — імператор Лю Чжи (Хуань-ді) (146-168), фактично править його мати- регент імператриця Лян (144-150)
    - шаньюй південних хунну Їлінжоші Чжуцю (147—172)
- Корея
  - Когурьо — тхеван (король) Чхатхе (146-165)
  - Пекче — король Керу (128-166)
  - Сілла — ісагим (король) Ільсон (134-154)
- Персія
  - Парфія — шах Вологез III (147-191)
- Сипау (Онг Паун) — Сау Кам Кяу (127-207)
- плем'я Хунну — шаньюй (вождь) Цзюйцзюйр (147-172)
- Японія — тенно (імператор) Сейму (131-191)

## Африка
- Царство Куш — цар Такідеамані (140-155)